# Замфирешти (Чепари)
Замфирешти (рум. Zamfirești) насеље је у Румунији у округу Арђеш у општини Чепари. Oпштина се налази на надморској висини од 581 m.

## Становништво
Према подацима из 2002. године у насељу је живело 22 становника, од којих су сви румунске националности.